# M7 중전차

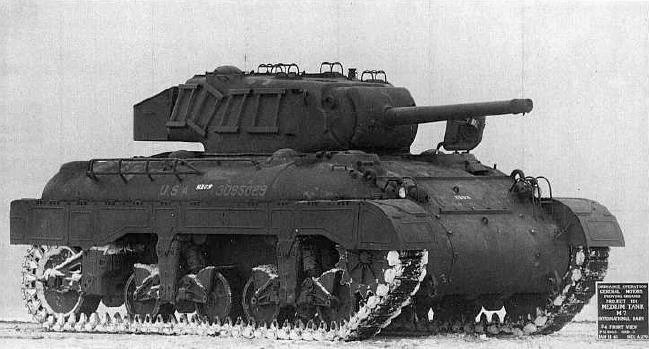

M7 중전차(Medium Tank M7, 최초 이름: T7 경전차)은 미국의 전차로, 원래 경전차 M3/M5("스튜어트")의 대포를 장착한 대체품으로 고안되었다. 이 프로젝트는 M3 스튜어트의 경량성과 기동성을 유지하면서 M4 셔먼과 동일한 75mm 무장을 장착하도록 개발되었다. 그러나 개발 과정에서 프로토타입의 무게는 미 육군의 경전차 표준을 초과하여 중형 전차 범주로 넘어갔고 이름이 변경되었다. M7은 M4 셔먼보다 장갑이 훨씬 적고 화력도 더 높지 않았으며 최고 속도에서도 약간의 우위에 있었다. 이러한 이유와 M4가 이미 전투 테스트를 거쳐 정식 생산에 들어갔기 때문에 M7은 1943년에 취소되었다.

## 종류
- T7
- T7E1
- T7E2
- T7E3
- T7E4
- T7E5
- M7E2